# Wild (canção de Troye Sivan)
"Wild" (estilizado como "WILD") é uma música do cantor e compositor australiano Troye Sivan de seu quarto extended play (EP), Wild (2015). Foi escrito por Sivan e Alex Hope, e uma numa nova versão traz a contribuição de Alessia Cara. A música foi lançada em 3 de setembro de 2015 e promovida como seu principal single. Também aparece no álbum de estréia de Sivan, Blue Neighbourhood (2015). 
A música alcançou o número 16 no ARIA Charts, tornando-se seu segundo single dos 20 melhores e chegando ao top 40 na Nova Zelândia. O videoclipe que acompanha a música foi dirigido por Tim Mattia e lançado como parte da trilogia de videoclipes "Blue Neighbourhood" de Sivan. A trilogia composta por "Wild", "Fools" e " Talk Me Down " foi filmada no subúrbio de Kurnell, Nova Gales do Sul, em Sydney. 

## Desempenho nas tabelas musicais
| Lista (2015)                      | Melhor posição |
| --------------------------------- | -------------- |
| Austrália (ARIA)                  | 16             |
| Canadá (Canadian Hot 100)         | 72             |
| Irlanda (IRMA)                    | 62             |
| Nova Zelândia (Recorded Music NZ) | 29             |
| Escócia (Scottish Singles Chart)  | 50             |
| Espanha (PROMUSICAE)              | 50             |
| Reino Unido (UK Singles Chart)    | 62             |

## Histórico de lançamentos
| Região    | Lançamento            | Formato          | Rótulo        | Ref.  |
| --------- | --------------------- | ---------------- | ------------- | ----- |
| Austrália | 4 de setembro de 2015 | Download digital | EMI Australia | [ 8 ] |

## Relançamento com Alessia Cara
Uma nova versão da música foi relançada em 23 de junho de 2016, apresentando um novo verso da cantora e compositora canadense Alessia Cara.  Em 28 de junho de 2016, foi reproduzida nas 40 principais estações de rádio dos Estados Unidos como o quarto single de seu álbum de estréia, Blue Neighbourhood. 

### Antecedentes
O conceito surgiu depois que Sivan conheceu Cara em vários eventos musicais. Ele havia coberto o hit "Here" de Cara para um programa de rádio ao vivo e ela respondeu com um cover da faixa "Youth".  Nas conversas por telefone, os dois artistas brincavam sobre qual música era a próxima. Cara contou a Sivan que sua música favorita era "Wild" e logo depois escreveu e gravou um verso em um estúdio europeu. Quando ela o enviou a Sivan, ele disse que sua resposta foi: "Isso é tão bom que precisamos divulgá-lo".  

### Vídeo musical
Em 22 de julho de 2016, um novo vídeo para o single foi lançado no canal Vevo e YouTube de Sivan. O vídeo apresenta os dois cantores e foi dirigido por Malia James e produzido por Taylor Vandegrift e Danny Lockwood. Foi filmado em Toronto, Canadá, perto da casa de Cara. 

### Desempenho nas tabelas musicais
A nova versão relançada alcançou o número 26 por si só nos gráficos australianos da ARIA .  
| Lista (2016)                                  | Melhor posição |
| --------------------------------------------- | -------------- |
| Austrália (ARIA)                              | 26             |
| Bélgica (Ultratip Bubbling Under de Flandres) | 12             |
| Bélgica (Ultratip Bubbling Under da Valônia)  | 50             |
| Estados Unidos (Billboard Mainstream Top 40)  | 30             |

### Rádio e histórico de lançamentos
| Região         | Lançamento          | Formato              | Rótulo        | Ref.   |
| -------------- | ------------------- | -------------------- | ------------- | ------ |
| Estados Unidos | 23 de junho de 2016 | Download digital     | EMI Australia | [ 16 ] |
| Estados Unidos | 28 de junho de 2016 | 40 principais rádios | Capitol       | [ 17 ] |